# Ouïe (pont)
Pour les articles homonymes, voir Ouïe.

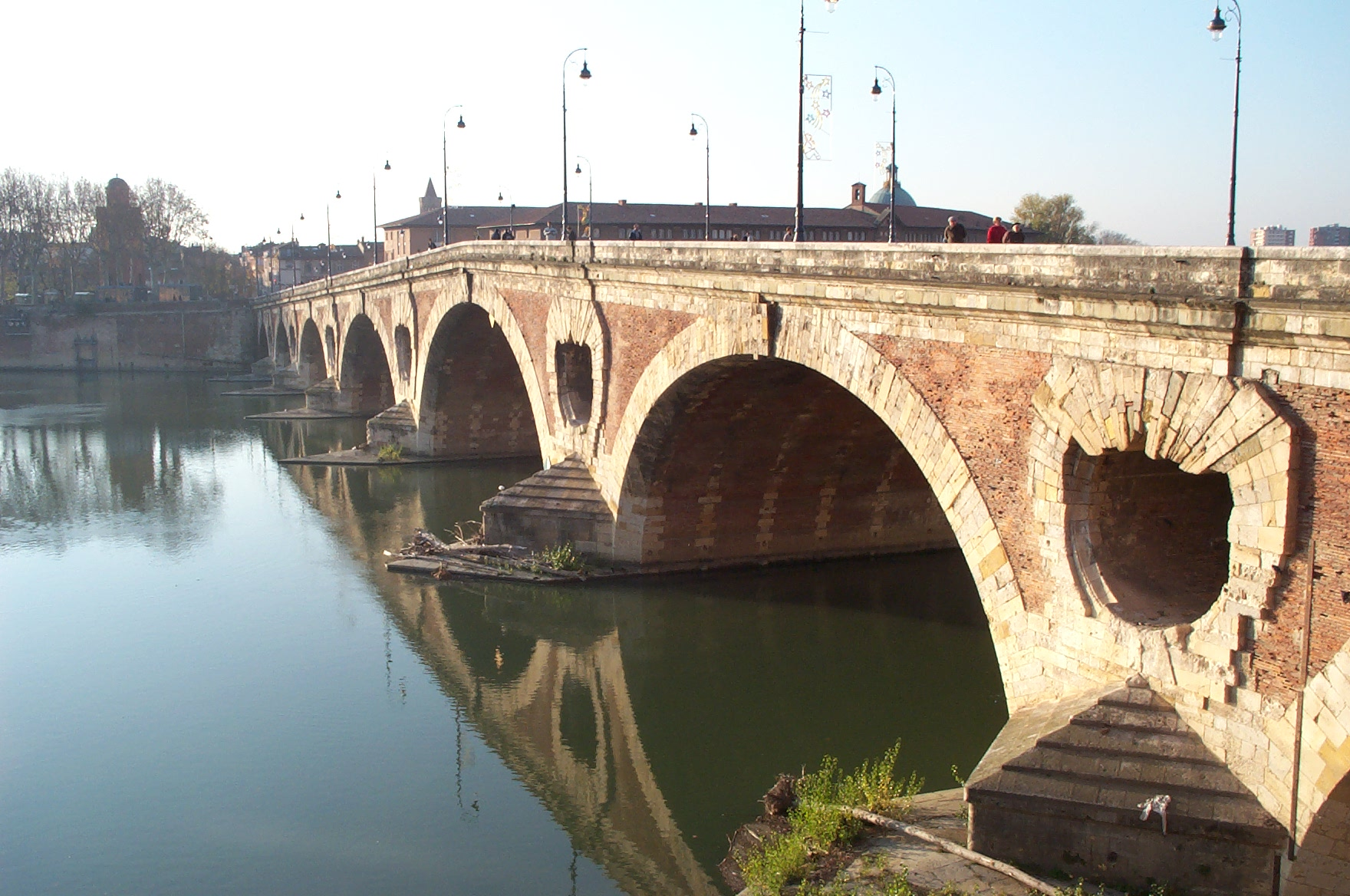
Les élégissements (ou dégueuloirs) du Pont-Neuf de Toulouse

Une ouïe de pont, parfois aussi nommée dégueuloir, est une ouverture généralement circulaire aménagée dans le tympan d’un pont en maçonnerie pour permettre l’écoulement des eaux et réduire la  charge hydraulique s’appliquant sur l’ouvrage.

## Histoire
Ce type de percement destiné à améliorer l’écoulement de l’eau en cas de crue fut couramment employé dans les ponts romains. Au Moyen Âge, on le trouve en France dans les ponts d’Avignon, de Pont-Saint-Esprit, ou de Montauban. Ce dispositif fut ensuite abandonné ou remplacé par une simple ouverture rectangulaire, ou surmontée d’un arc plein cintre.
En France, seuls deux ouvrages postérieurs à cette période disposent de telles ouïes : le pont Neuf de Toulouse, construit par Jacques Lemercier et achevé en 1632, et le petit pont de Coursan dans l’Aude, rebâti entre 1685 et 1690, un pont à trois arches en anse de panier avec des ouïes circulaires.

## Fonction
Ce vide permet l’écoulement de l’eau lors d’une forte crue pour les ouvrages ayant une ou plusieurs piles en eau. L'eau trouve cet exutoire avant d'atteindre le tablier du pont, ce qui allège la charge hydraulique et évite à celui-ci d'être emporté. 
Leur insuffisance peut causer la ruine de l'ouvrage (comme le pont Ambroix dans le sud de la France).

## Exemples

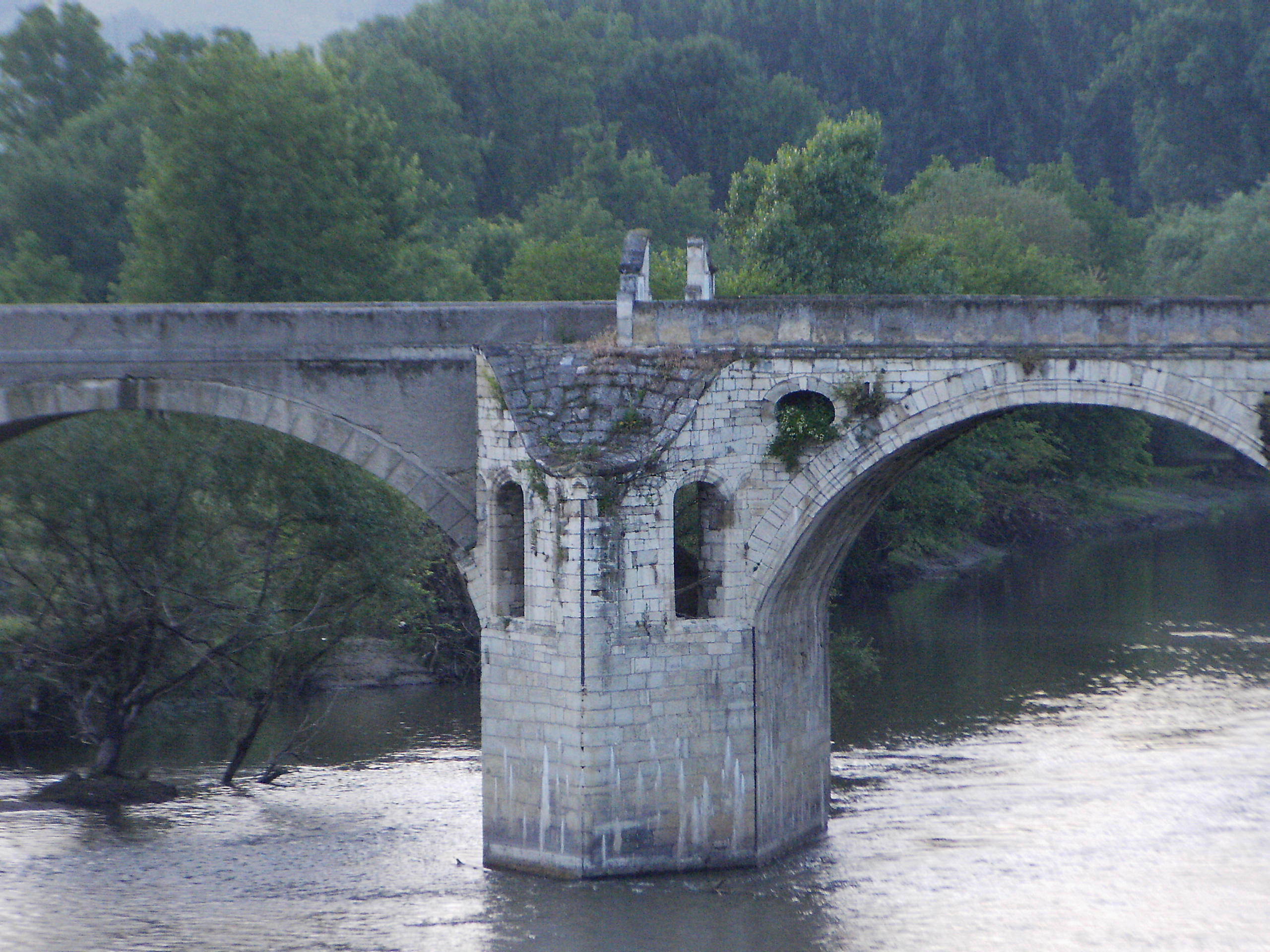
Dégueuloir excentré et pilier creux, Roussé, Bulgarie.
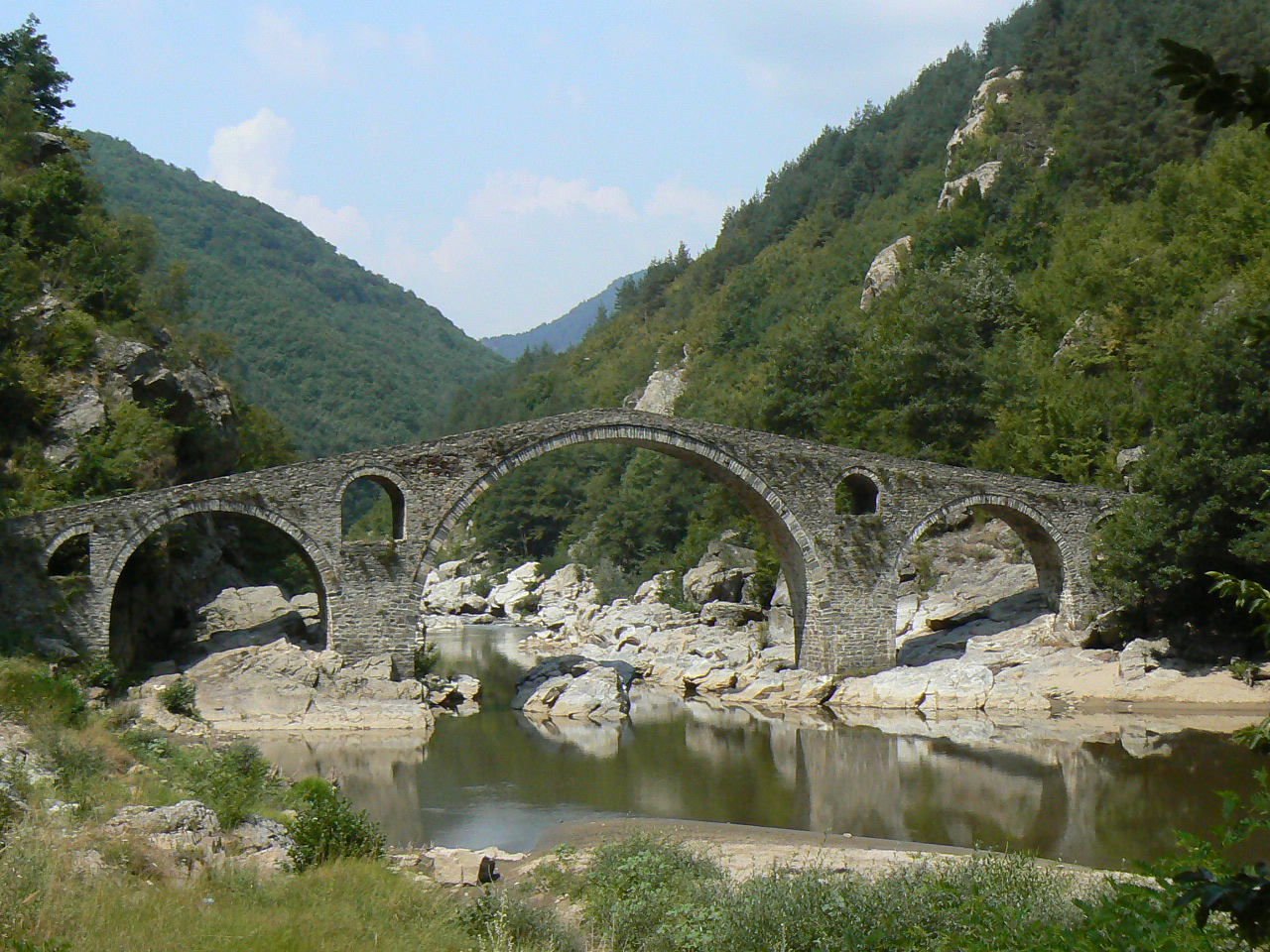
Dyavolski most (bg) sur l'Arda, près d'Ardino, Bulgarie.
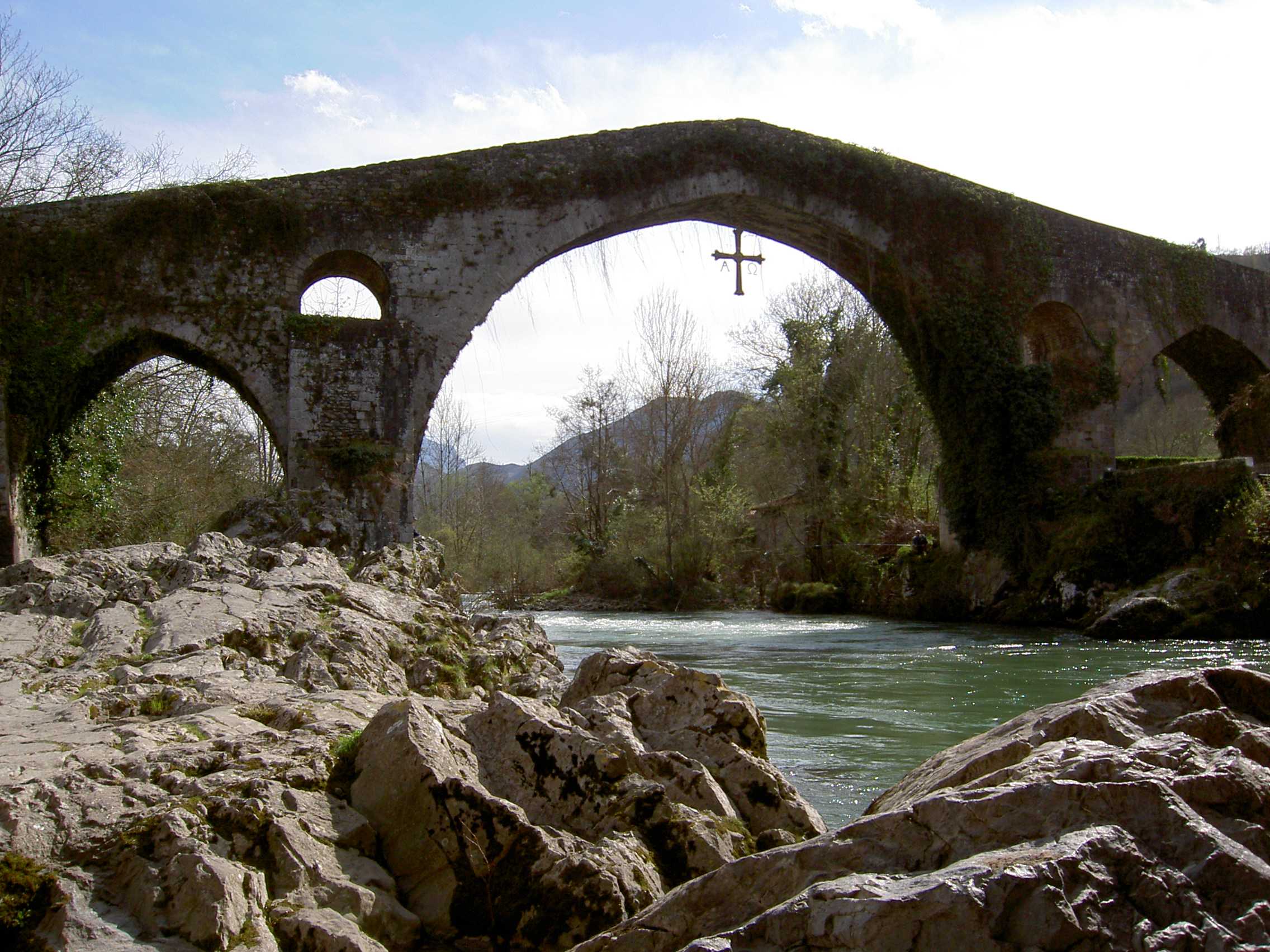
Pont roman, Cangas de Onís, Espagne.
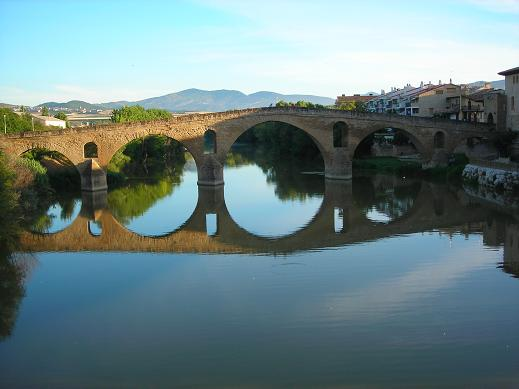
Pont roman, Puenta la Reina, Espagne.
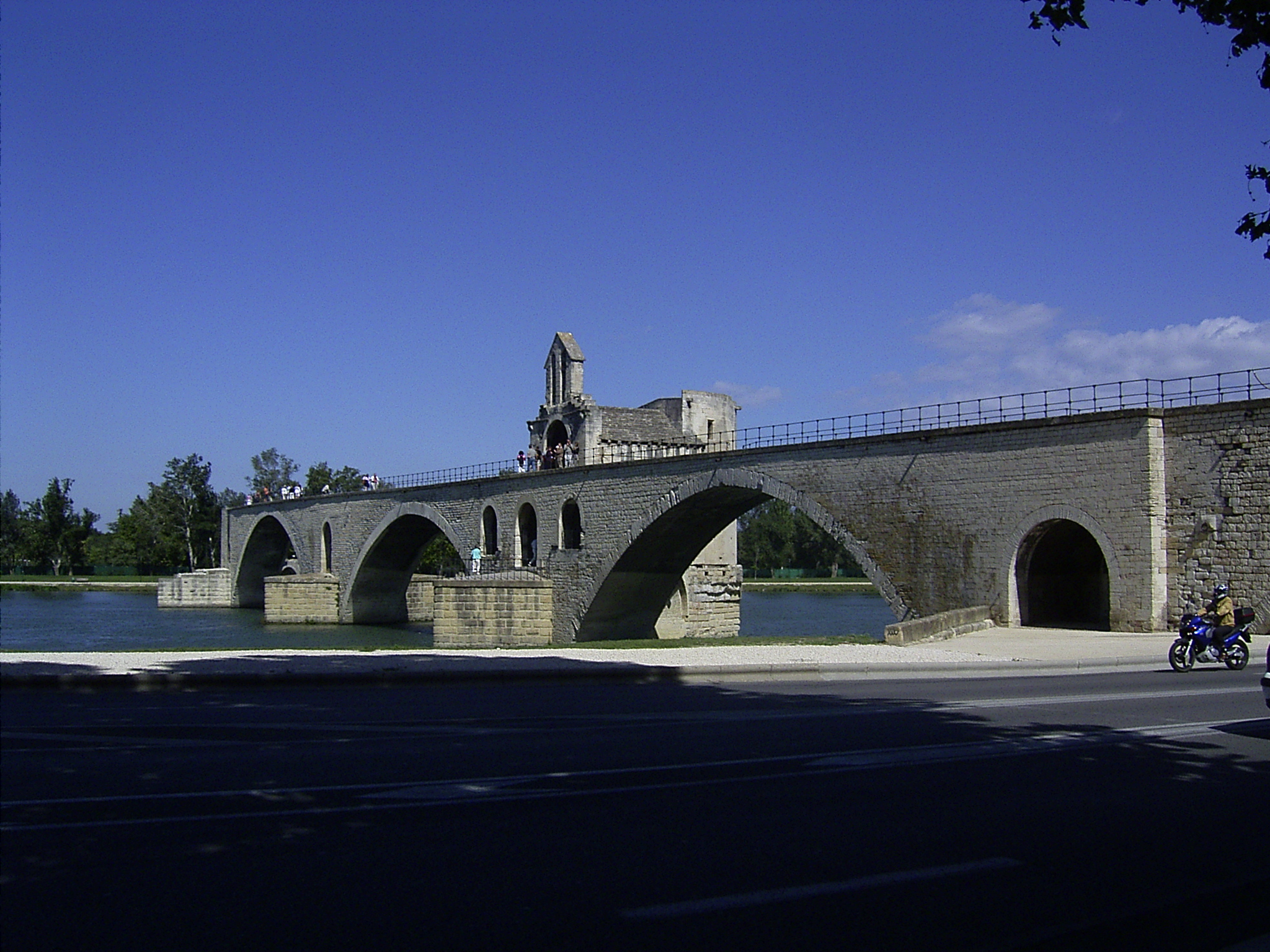
Pont Saint-Bénézet, Avignon, France.
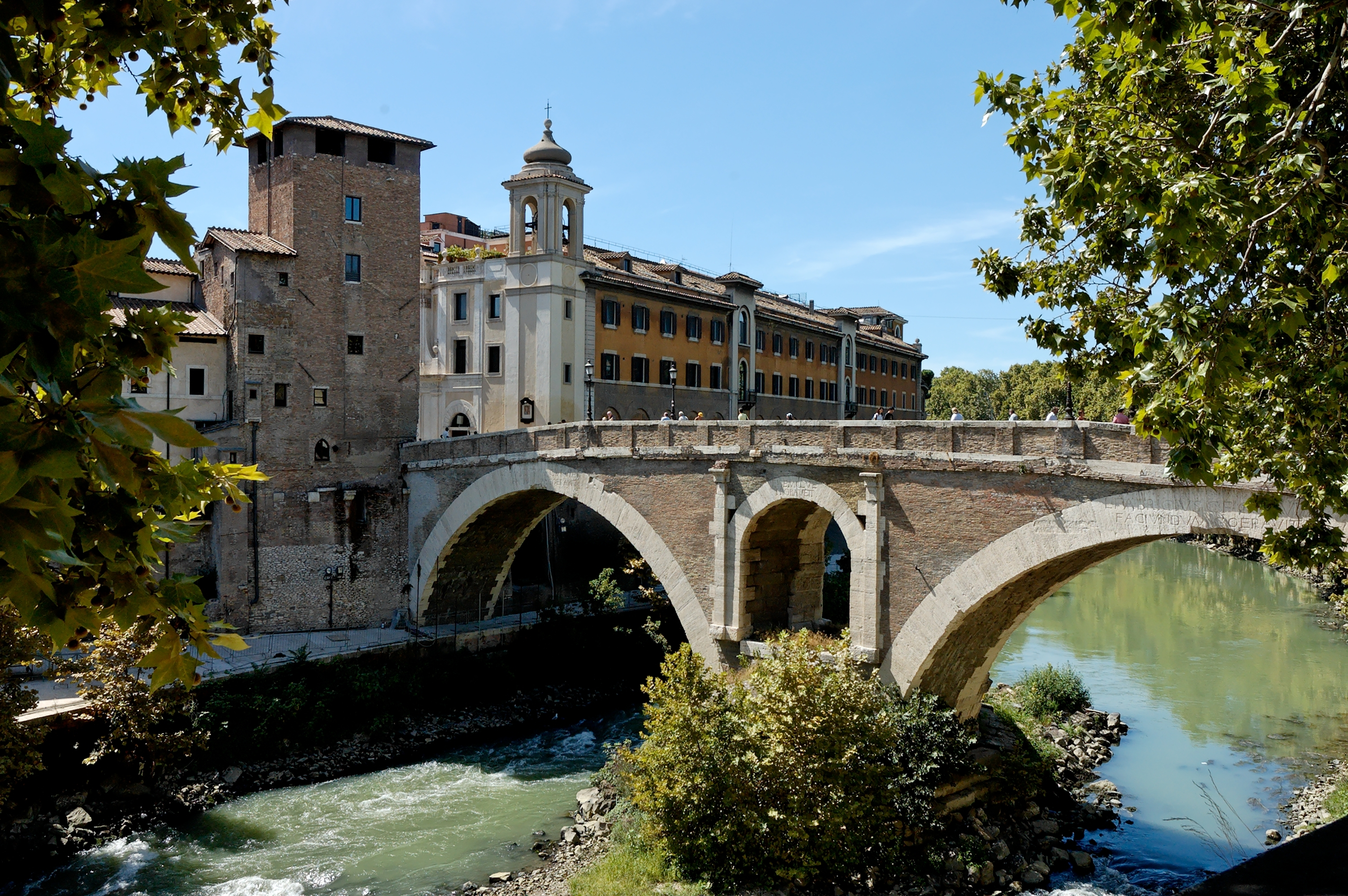
Pont Fabricius, Rome.
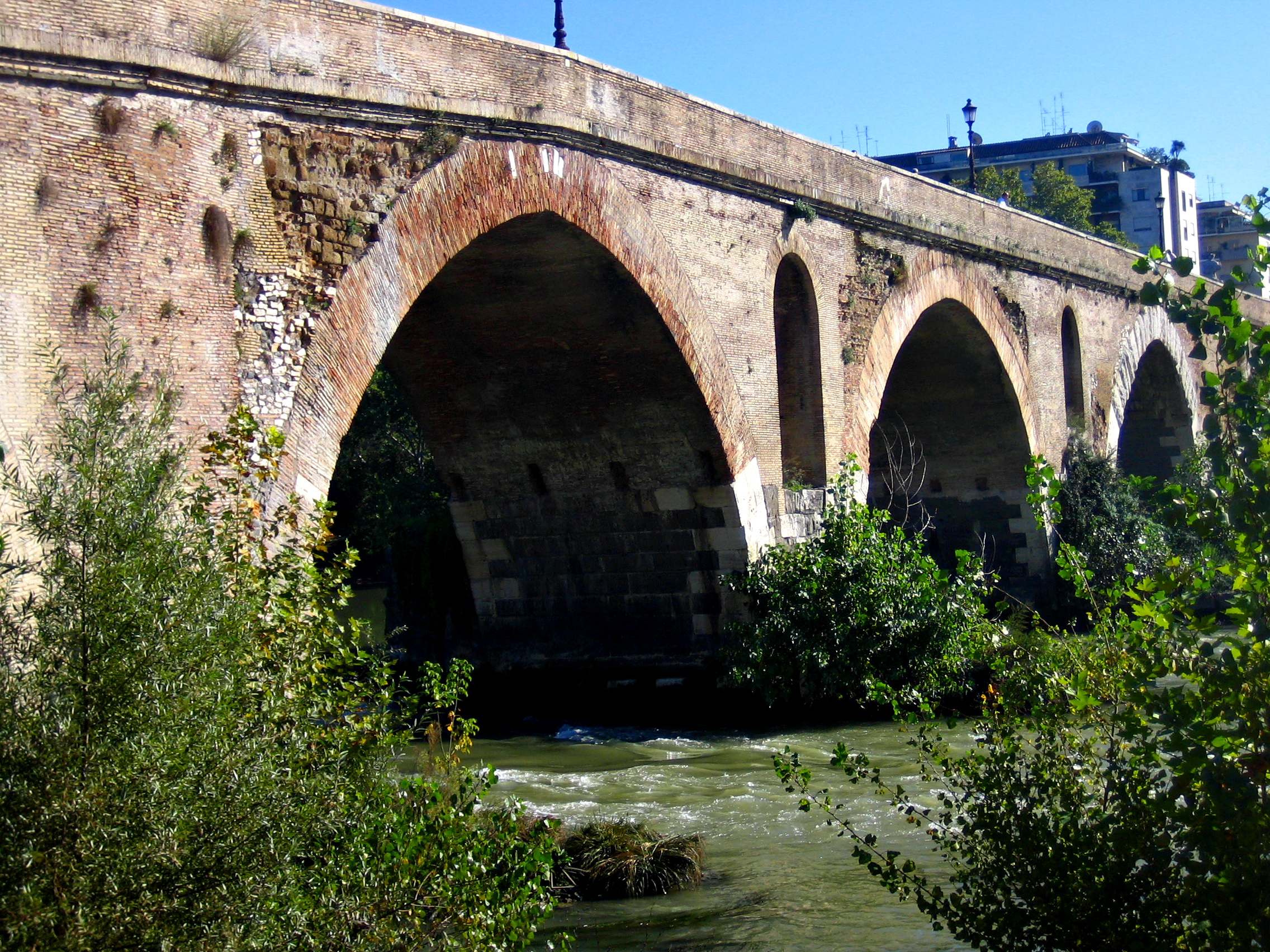
Pont Milvius, Rome.
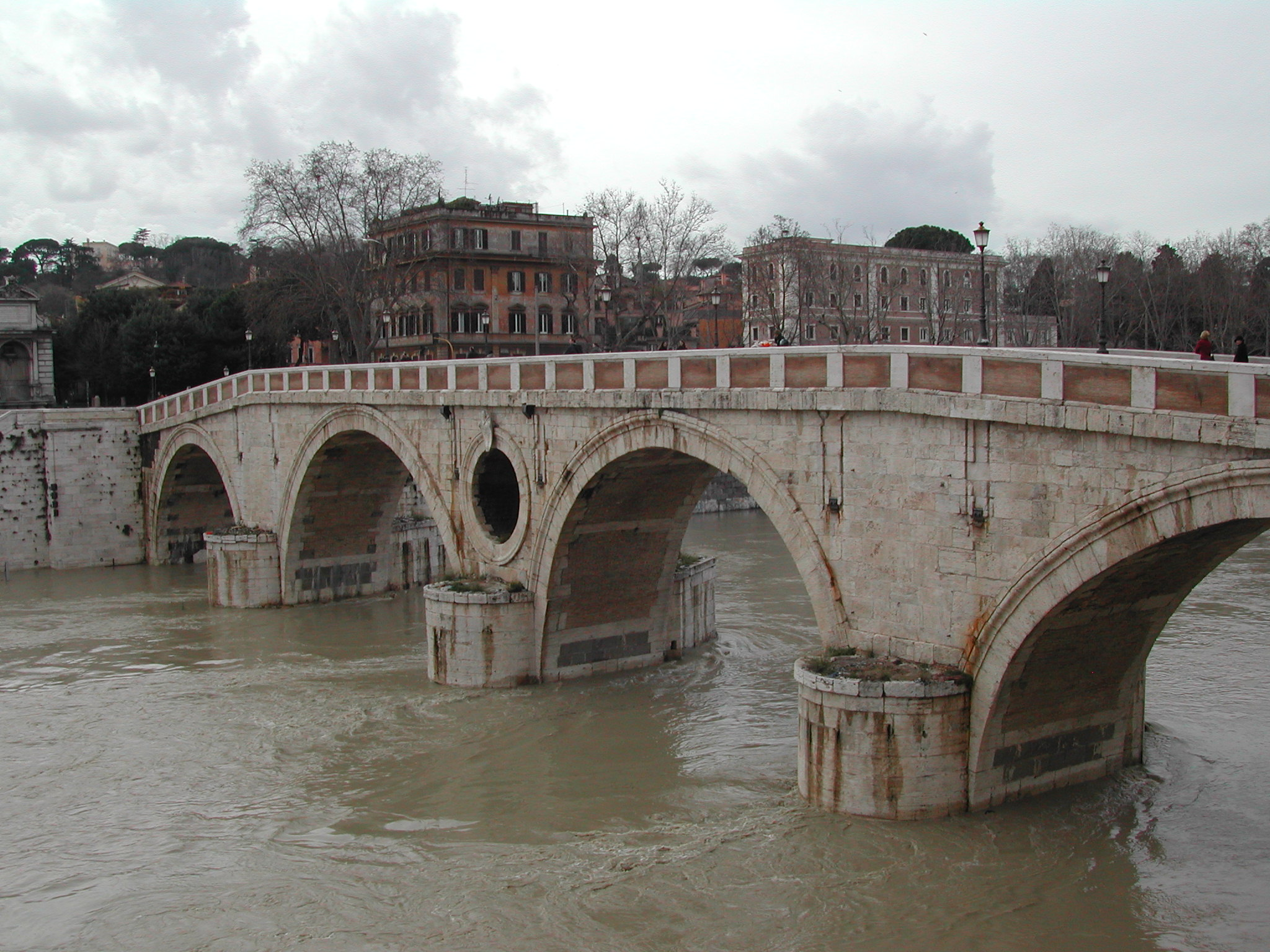
Pont Sisto, Rome (XVe siècle).